# Pseudanodonta elongata
Pseudanodonta elongata is een tweekleppigensoort uit de familie van de Unionidae. De wetenschappelijke naam van de soort is voor het eerst geldig gepubliceerd in 1836 door Holandre.
De geldigheid van dit taxon staat ter discussie. Zo wordt Pseudanondonta elongata thans vaak gezien als een ondersoort van Pseudanodonta complanata (Platte zwanenmossel).